# Schmon
Schmon was een plaats en voormalige gemeente in de Duitse deelstaat Saksen-Anhalt, en maakt deel uit van de Saalekreis.
Schmon telt 866 inwoners.

## Geschiedenis
In 1950 is de gemeente ontstaan door de fusie van de toenmalige zelfstandige gemeente Niederschmon en Oberschmon.
Op 1 januari 2004 is de toenmalige zelfstandige gemeente Schmon geannexeerd door de eenheidsgemeente Querfurt, waarbij de beide kernen onderdeel van gemeente Querfurt zijn geworden.